# Open di Francia 2020 - Singolare maschile in carrozzina
Gustavo Fernández era il campione in carica, ma è stato eliminato in semifinale da Alfie Hewett.
In finale Hewett ha sconfitto Joachim Gérard con il punteggio di 6-4, 4-6, 6-3.

## Teste di serie
1.    Shingo Kunieda (semifinale)
  2.    Gustavo Fernández (semifinale)

## Tabellone

### Legenda
| - Q = Qualificato - WC = Wild card - LL = Lucky loser | - ALT = Alternate - SE = Special Exempt - PR = Protected Ranking | - w/o = Walkover - r = Ritirato - d = Squalificato |

|  | Quarti di finale | Quarti di finale  | Quarti di finale  | Quarti di finale | Quarti di finale |  |  | Semifinali | Semifinali        | Semifinali        | Semifinali   | Semifinali |   |   | Finale         | Finale         | Finale | Finale | Finale |  |
|  |                  |                   |                   |                  |                  |  |  |            |                   |                   |              |            |   |   |                |                |        |        |        |  |
|  | 1                | Shingo Kunieda    | Shingo Kunieda    | 6                | 6                |  |  |            |                   |                   |              |            |   |   |                |                |        |        |        |  |
|  | WC               | Frédéric Cattaneo | Frédéric Cattaneo | 2                | 0                |  |  | 1          | Shingo Kunieda    | 5                 | 6            | 4          |   |   |                |                |        |        |        |  |
|  | Nicolas Peifer   | Nicolas Peifer    | Nicolas Peifer    | 4                | 3                |  |  |            | Joachim Gérard    | 7                 | 2            | 6          |   |   |                |                |        |        |        |  |
|  | Joachim Gérard   | Joachim Gérard    | Joachim Gérard    | 6                | 6                |  |  |            |                   |                   |              |            |   |   | Joachim Gérard | Joachim Gérard | 4      | 6      | 3      |  |
|  | Stéphane Houdet  | Stéphane Houdet   | Stéphane Houdet   | 5                | 3                |  |  |            |                   | Alfie Hewett      | Alfie Hewett | 6          | 4 | 6 |                |                |        |        |        |  |
|  | Alfie Hewett     | Alfie Hewett      | Alfie Hewett      | 7                | 6                |  |  |            | Alfie Hewett      | Alfie Hewett      | 7            | 7          |   |   |                |                |        |        |        |  |
|  |                  | Gordon Reid       | Gordon Reid       | 3                | 3                |  |  | 2          | Gustavo Fernández | Gustavo Fernández | 65           | 5          |   |   |                |                |        |        |        |  |
|  | 2                | Gustavo Fernández | Gustavo Fernández | 6                | 6                |  |  |            |                   |                   |              |            |   |   |                |                |        |        |        |  |